# Mesclador de gasos d'escapament
Un mesclador de gasos d'escapament és una part que es troba en molts motors turboventiladors i que barreja l'aire de derivació (més fred i lent) amb els gasos d'escapament del nucli (més calents i ràpids) abans d'expulsar-los a l'atmosfera per una tovera de propulsió comuna (flux mixt).
El mesclador redueix la velocitat de l'aire que surt del nucli del motor i, per tant, redueix el soroll que genera. A més a més, baixa la temperatura dels gasos d'escapament, fet que redueix la signatura tèrmica de l'avió. Aquest últim atribut és essencial per als avions militars que es poden enfrontar a sistemes de detecció tèrmica o míssils guiats per la calor.
Idealment, el mesclador també ofereix millor rendiment en forma de major empenyiment.